# 尼庫金岩
62°23′01.7″S 59°50′33″W / 62.383806°S 59.84250°W
尼庫金岩（Nikudin Rock），是南極洲的岩石，位於南設得蘭群島的格林尼治島北岸，處於埃米琳島西北面2.25公里、斯托克島東北面1.3公里和羅密歐島東南面4公里，直徑180米，以保加利亞西南部城鎮命名，現時由南極條約體系管理。